# Linn Records
Pour les articles homonymes, voir Linn.
Linn Records est un label discographique britannique de musique classique, écossaise et jazz, basé à Glasgow, en Écosse.

## Histoire
Alors que les ingénieurs de Linn testaient leur produit phare, la platine Sondek LP12, ils se sentent frustrés par certains des microsillons de test spécialisés qu'ils utilisaient. Ils commencent à travailler sur un tour à découper les microsillons en tant que produit de recherche pour améliorer les tests de la LP12. Les premiers albums à être gravés puis publiés sont A Walk Across the Rooftops de The Blue Nile et le premier album primé de Carol Kidd. Depuis, Linn devient un label audiophile spécialisé dans la musique classique, le jazz et la musique celtique, qui remportera le prix du label de l'année aux Gramophone Awards 2010,. Les formats de sortie comprennent le CD, le SACD, le HDCD, le vinyle et les téléchargements numériques.
Entre 1995 et 2011, les illustrations de Linn sont conçues par John Haxby, un graphiste, photographe et promoteur basé à Knaresborough, dans le Yorkshire du Nord. Depuis septembre 2013, toutes les illustrations sont conçues par GM Toucari.

## Téléchargements en haute résolution
En 2008, Linn Records commence à héberger de la musique pour d'autres labels et propose désormais une bibliothèque de plus de 700 albums de qualité Studio Master provenant de 96 labels différents. Au début de l'année 2012, le label conclut un partenariat avec Universal pour vendre une grande partie de leur back catalogue.
Depuis février 2013, tous les téléchargements Studio Master de linnrecords.com sont disponibles au format FLAC, ALAC (Apple Lossless Audio Codec.) et MP3. La musique n'inclut pas la technologie DRM. Le site web est également mis à jour afin d'ajouter des illustrations à tous les téléchargements.

## Artistes

### Musique classique
- Avison Ensemble
- Alfie Boe
- Boston Baroque
- Katherine Bryan
- John Butt
- Dunedin Consort
- Ingrid Fliter
- James Gilchrist
- Peter Harvey
- Ruthie Henshall
- Charles Mackerras
- Nigel North
- Martin Pearlman
- Phantasm
- Trevor Pinnock
- Artur Pizarro
- The Prince Consort
- Profeti della Quinta
- Robin Ticciati
- Scottish Chamber Orchestra
- Trio Sonnerie
- Julian Wagstaff
- Willard White
- Benjamin Zander

### Jazz
- Liane Carroll
- Ray Gelato
- Barb Jungr
- Carol Kidd
- Claire Martin
- Ian Shaw
- Martin Taylor

### Autres
- Amy Duncan
- Emily Barker
- Fiona Mackenzie
- Maeve O'Boyle
- William Orbit